# Portes Ouvertes (ONG)
Pour le film de Gianni Amelio, voir Portes ouvertes (film).
Portes Ouvertes est une ONG internationale humanitaire chrétienne évangélique interconfessionnelle internationale qui soutient les chrétiens persécutés. Son siège international est situé à Harderwijk, Pays-Bas.

## Histoire

### À l'international
L'ONG a été fondée en 1955 par André van der Bijl, missionnaire chrétien évangélique plus connu sous le nom de Frère André, lors d'un voyage en Pologne communiste afin d'apporter des Bibles, interdites à la vente sur place, aux chrétiens persécutés par le régime communiste,.
En 1957, il a continué les activités de l'ONG en Union soviétique dans une Volkswagen Coccinelle[réf. à confirmer]. Il publie le récit de ses voyages en 1967, dans son livre, ''Le contrebandier de Dieu'', écrit en collaboration avec les journalistes évangéliques John et Elizabeth Sherrill,.
Depuis 1993, Portes Ouvertes publie chaque année l'Index Mondial de Persécution des Chrétiens, un classement des 50 pays où les chrétiens rencontreraient les plus grandes difficultés en raison de leur religion.
En 2022, elle aurait des programmes dans 70 pays. Au fil des années, les activités de l'ONG se sont diversifiées et ne se limitent plus à de l'acheminement de Bibles. Portes Ouvertes mène par exemple des actions de plaidoyer à l'international, pour défendre la cause des chrétiens persécutés.

## Programmes
Les cinq principaux programmes de l'ONG sont :
- Bible et littérature : distributions et envois réguliers ;
- Formation : cours de formation pour les responsables d'églises, formations variées pour parvenir à faire face aux harcèlements de toutes sortes ;
- Plaidoyer : pétitions, aides juridiques; dialogues auprès des instances nationale et internationales ;
- Encouragement et prière : Campagnes de prière et d’information pour la libération de prisonniers ou la régularisation de situations injustes (infos par l'intermédiaire de lettres de soutien, dépêches, TV, Net, radios, newsletters etc.) ;
- Développement socio-économique : rétablir l’équité dans l’aide d’urgence, aider les chrétiens discriminés à retrouver du travail, ou leur en donner, aide d’urgence et aide au développement dans les zones sinistrées.